# Aceleracionismo
El aceleracionismo, en teoría política y teoría social, es la idea de que el sistema actual de capitalismo debería expandirse para generar un cambio social radical. La filosofía aceleracionista contemporánea comienza a partir de la teoría Deleuze-guattariana que apunta a identificar, profundizar y radicalizar las fuerzas de la desterritorialización / globalización con miras a superar las tendencias compensatorias que suprimen la posibilidad de una transformación social de gran alcance.
Entre sus varios antecedentes teóricos puede destacarse las contribuciones de Karl Marx, más precisamente de ciertas secciones de El capital, los Grundrisse y el denominado «Fragmento sobre las máquinas», «como lo declara el mpa, en la obra de Marx hay una veta aceleracionista que está lejos de ser el resultado de alguna lectura tendenciosa». Así también de la obra de Alois Schumpeter, quien a partir de la obra de Marx, planteó la desintegración sociopolítica del capitalismo, que, según él, se destruiría debido a su propio éxito.
La teoría aceleracionista surgió en la década de 1990 y se ha dividido en variantes de izquierda y de derecha mutuamente contradictorias, existiendo aceleracionismos procapitalistas, poscapitalistas y anticapitalistas. El «aceleracionismo de izquierda» intenta presionar «el proceso de evolución tecnológica» más allá del horizonte del capitalismo, por ejemplo, incrementar la automatización del trabajo para lograr fines poscapitalistas; mientras que el «aceleracionismo de derecha» apoya la intensificación indefinida del capitalismo en sí mismo, posiblemente para lograr una singularidad tecnológica.
En este sentido, Andy Beckett describe a los aceleracionistas:

Los aceleracionistas argumentan que la tecnología (particularmente la tecnología informática) y el capitalismo (particularmente su variedad global más agresiva) deberían acelerarse e intensificarse masivamente, ya sea porque es la mejor forma de que la humanidad avance o porque no hay otra alternativa. Están a favor de la automatización y de la fusión de lo digital y lo humano.

El aceleracionismo también puede referirse más ampliamente, y generalmente de manera peyorativa, a apoyar la profundización del capitalismo en la creencia de que esto acelerará las tendencias autodestructivas y nocivas que según los anticapitalistas este tiene y, que en última instancia siguiendo una forma de materialismo histórico, conducirá a su colapso en medio de una crisis terminal.
Durante la década de 2010 algunos integrantes de la extrema derecha, la derecha alternativa y el nacionalismo blanco empezaron a autodenominarse "aceleracionistas» para referirse a una intensificación del conflicto racial estadounidense a través del terrorismo, buscando un colapso social y la construcción de un nuevo Estado con supremacía blanca o bajo los principios del libertarismo.

## Antecedentes y precursores
El término aceleracionismo fue acuñado originalmente por el novelista norteamericano Roger Zelazny en 1967 en su libro "El señor de la luz».
De acuerdo con Armen Avanessian y Mauro Reis, entre sus antecedentes teóricos están Fragmento sobre las máquinas de Karl Marx, Capitalismo y esquizofrenia de Deleuze y Guattari, y la ficción especulativa de autores como Samuel Butler, William Gibson y J. G. Ballard. Así también el autor comunista Jacques Camatte (y ex bordiguista) ha sido vinculado con esta corriente.
Nick Land, aceleracionista contemporáneo, afirma que Karl Marx «tiene su propio “fragmento aceleracionista”» cuando dice en su Discurso sobre el libre comercio de 1848 lo siguiente:

Pero, en general, el sistema proteccionista es en nuestros días conservador, mientras que el sistema del libre cambio es destructor. Corroe las viejas nacionalidades y lleva al extremo el antagonismo entre la burguesía y el proletariado. En una palabra, el sistema de la libertad de comercio acelera la revolución social. Y sólo en este sentido revolucionario, yo voto, señores, a favor del libre cambio.
Karl Marx

En una vía similar, Friedrich Nietzsche argumentó que «el proceso de nivelación del hombre europeo es el gran proceso que no debe controlarse: uno debería incluso acelerarlo …», una declaración a menudo simplificada, siguiendo a Deleuze y Guattari, como un comando para «acelerar el proceso».
El aceleracionismo toma la idea de Gilles Deleuze y Félix Guattari de profundizar y radicalizar la globalización y el libre comercio. En palabras de Deleuze y Guattari:

Pero, ¿qué vía revolucionaria, hay alguna? ¿Retirarse del mercado mundial como aconseja Samir Amin a los países del tercer mundo, en una curiosa renovación de la ‘solución fascista’? ¿O bien ir en sentido contrario? Es decir, ir aún más lejos en el movimiento del mercado, de la descodificación y de la desterritorialización […] No retirarse del proceso, sino ir más lejos, ‘acelerar el proceso’, como decía Nietzsche: en verdad, en esta materia todavía no hemos visto nada.
Deleuze y Guattari

## Aceleracionismo contemporáneo
Los teóricos destacados contemporáneos incluyen al aceleracionista de derecha Nick Land — considerado el «padre del aceleracionismo». La Unidad de Investigación de Cultura Cibernética (CCRU), una unidad de investigación no oficial en la Universidad de Warwick de 1995 a 2003, de la cual Land fue miembro, junto a Mark Fisher, Ray Brassier, Sadie Plant, entre otros. Las investigaciones lideradas por Land en la época del CCRU se consideran la influencia más importante del aceleracionismo y a Land en particular un progenitor clave tanto en el pensamiento aceleracionista de derecha como en el de izquierda.
El aceleracionismo de izquierda surgió entre 2013 y 2015. Entre sus iniciadores se encuentran Nick Srnicek y Alex Williams, autores del Manifiesto por una política aceleracionista, y el colectivo Laboria Cuboniks, que fue el autor del manifiesto Xenofeminismo: una política por la alienación.
En líneas aceleracionistas, Paul Mason, en trabajos como Postcapitalismo: Hacia un nuevo futuro, ha tratado de especular sobre los futuros después del capitalismo. Declara que «con el fin del feudalismo hace 500 años, el reemplazo del capitalismo por el poscapitalismo se verá acelerado por los choques externos y moldeado por el surgimiento de un nuevo tipo de ser humano. Y ha comenzado». Él considera que el aumento de la producción colaborativa eventualmente ayudará al capitalismo a suicidarse.
Centrándose en cómo las infraestructuras de tecnología de la información socavan las geografías políticas modernas, y proponiendo un «resumen de diseño» abierto, el libro The Stack: On Software and Sovereignty de Benjamin H. Bratton está asociado con el aceleracionismo. Red Stack Attack! de Tiziana Terranova vincula el modelo de apilamiento de Bratton y el aceleracionismo de izquierda.

### Variante poscapitalista
Autores como Mark Fisher, aclaran que no se trata de acelerar cualquier proceso capitalista, sino que aquellos procesos y deseos producidos por el capitalismo, pero cuyos efectos no pueden ser contenidos por aquel y que podrían conducir a un mundo poscapitalista. En palabras de Armen Avanessian y Mauro Reis:

[L]os aceleracionistas se preguntan cómo liberar las fuerzas productivas cautivas bajo la ideología neoliberal, para redirigirlas  hacia objetivos comunes. En este proyecto, la actual base material no necesita ser destruida, sino que es reapropiada como plataforma de lanzamiento hacia un futuro postcapitalista.
Armen Avanessian y Mauro Reis

Mientras tanto, el autor post-operaista Franco "Bifo» Berardi ha criticado la comprensión del capitalismo que tienen los aceleracionistas de izquierda por ser contradictoria, es decir, Berardi niega la posibilidad de superación del capitalismo basándose en su aceleración.
La hipótesis aceleracionista pone de relieve las implicaciones contradictorias del proceso de intensificación, enfatizando en particular la inestabilidad que la aceleración produce dentro del sistema capitalista. Contra esta hipótesis, no obstante, mi respuesta a la pregunta de si la aceleración marca el colapso final del poder es muy simple: no, porque el poder del capital no está fundado en la estabilidad.
Aun así reconoce que la teoría aceleracionista puede ser enormemente aportadora desde una lectura filosófica distinta, apoyándose de la obra Michael Hardt y Antonio Negri, como también de la de Deleuze y Guattari, Berardi sostiene que "en este contexto, la aceleración puede ser vista como la plena realización de estas tendencias que conducen al despliegue de las potencias contenidas en la forma actual del capitalismo».
En el Manifiesto por una política aceleracionista, Alex Williams y Nick Srnicek consideran necesario revivir el argumento a favor de una sociedad poscapitalista: «No solo el capitalismo es un sistema injusto y pervertido, sino que también es un sistema que frena el progreso». En este sentido, ambos argumentan que «el aceleracionismo es la creencia básica de que estas capacidades pueden y deben ser liberadas al ir más allá de las limitaciones impuestas por la sociedad capitalista». Así, especifican que «una política aceleracionista busca preservar los beneficios del capitalismo tardío mientras va más allá de lo que su sistema de valores, estructuras de gobierno y patologías de masas permitirán».
Sin embargo, Nick Land piensa sobre los aceleracionismos de izquierda que «[l]a noción de que la tecnología autopropulsada es separable del capitalismo […] es un profundo error teórico».
En la actualidad, grupos neonazis han asumido la noción de aceleracionismo para aludir al colapso social que conducirá a una guerra racial.

## Manifiesto por el Aceleracionismo 2013
En 2013 Nick Srnicek y Alex Williams hicieron público el Manifiesto por una política aceleracionista, manifiesto que ha contribuido decisiviamente al desarrollo de las teorías de la ciberfeminista y xenofeminista Helen Hester.
- 2013 - Manifiesto por una política aceleracionista, Nick Srnicek y Alex Williams, 2013.[28]